# 파리 프라이드

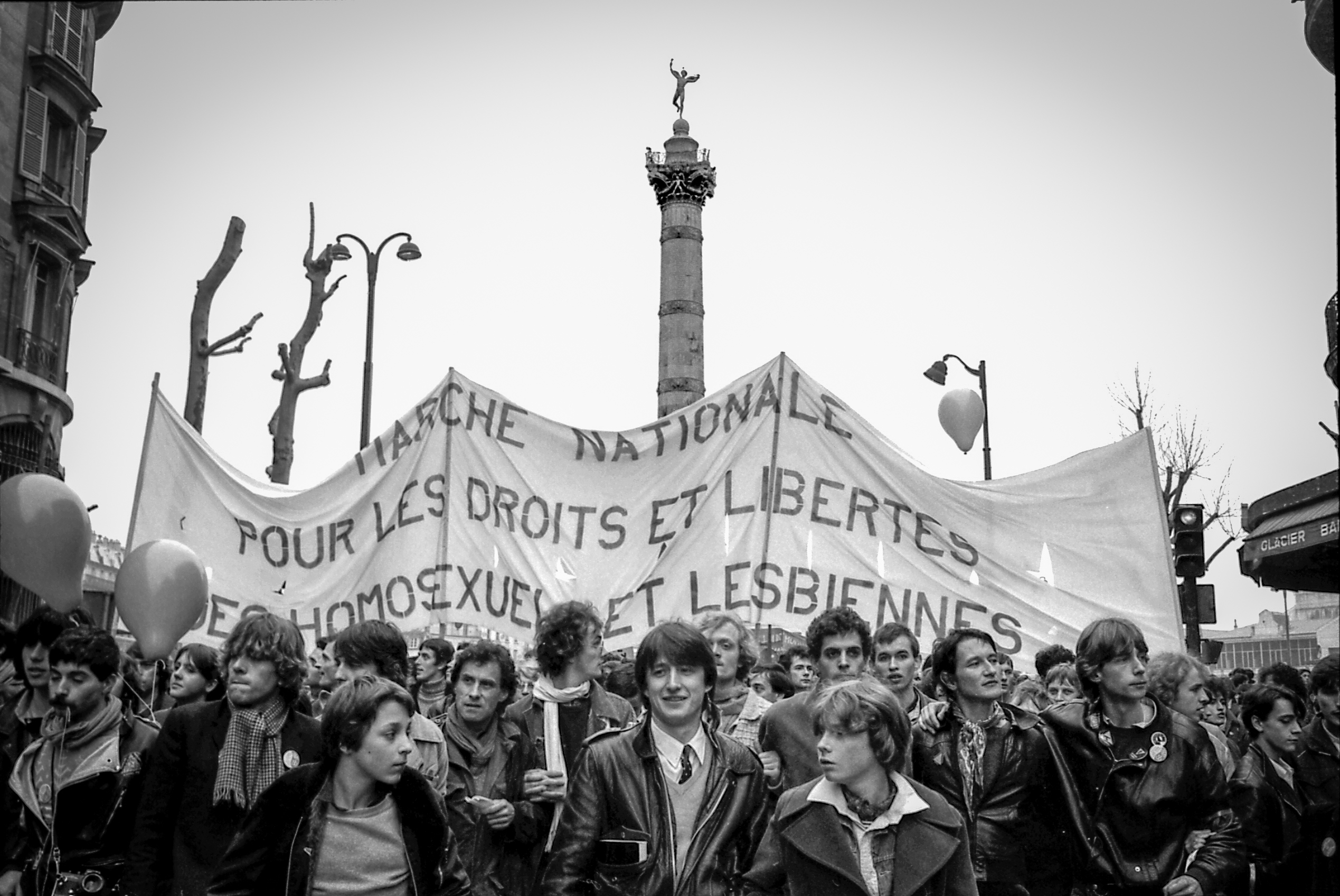

파리 프라이드(Marche des Fiertés LGBT)는 레즈비언, 게이, 양성애자 및 트랜스젠더 (LGBT)와 그 앨라이를 기념하기 위해 매년 6월말 프랑스 파리에서 열리는 퍼레이드 축제이다. 퍼레이드는 매년 투어 몽파르나스에서 시작하여 바스티유 광장에서 끝난다.